# La Belle (Schiff)
Die La Belle (dt.: „die Schöne“) war ein historisches Segelschiff mit drei Masten.
Sie gehörte zu einer Expedition des Entdeckers Robert Cavelier de La Salle, der 1685 die französische Ansiedlung Fort St. Louis in der Matagorda Bay im heutigen Texas gründete. Bei einer Expedition entlang der Küste wurden im folgenden Jahr 37 Besatzungsmitglieder des Schiffs, darunter ihr Kapitän Richaud, von Indianern getötet. Im Februar 1686 sank die La Belle in einem Sturm in der Matagorda Bay. Sechs Überlebende erreichten Fort St. Louis drei Monate später in Kanus. Der Verlust des Schiffs bedeutete das Ende der Kolonie, da damit die Verbindung zur Außenwelt abgeschnitten war. La Salle wurde bei einem Versuch, Hilfe zu holen, getötet, Fort St. Louis wurde im Winter 1688/1689 von Indianern erobert.

## Wrack
Im Juni und Juli 1995 führten Wissenschaftler der „Texas Historical Commission“ in der Matagorda Bay eine Suche nach Schiffswracks durch. Die La Belle war die bedeutendste archäologische Fundstätte, die bei dieser Gelegenheit entdeckt wurde. Nach positiven Ergebnissen einer Voruntersuchung und der eindeutigen Identifikation des Schiffs durch eine Kanone führte die „Texas Historical Commission“ 1996 eine komplette Ausgrabung durch. Da das Wrack in nur wenige Meter tiefem Wasser lag, konnte die Fundstelle durch einen Kofferdamm trockengelegt werden. Die Wrackreste waren in Schlamm eingebettet, in dem die Artefakte hervorragend erhalten waren.
Bei der Grabung wurde eine große Menge von Ausrüstungsgegenständen und Teile der Fracht gefunden, beispielsweise drei Kanonen, Musketen, Taue, Keramik und Handelsgüter, die offenbar für den Handel mit Indianern vorgesehen waren. Hierzu gehörten Glocken, Ringe, Bronzenadeln und Glasperlen. Sehr gut erhalten war auch der untere Teil des Schiffs; Fässer mit Handelsgütern befanden sich noch an ihren Plätzen im Laderaum. Entdeckt wurden auch Skelettreste von Opfern des Schiffsuntergangs. Insgesamt wurden mehr als eine Million Objekte geborgen. Eine Ausstellung mit den Funden der La Belle soll im neuen Texas State History Museum in Austin gezeigt werden. Aufgrund ihrer historischen Bedeutung und des großen Fundreichtums gilt die La Belle inzwischen als eines der wichtigsten Schiffswracks in Nordamerika. Die Suche nach dem ebenfalls gesunkenen Flaggschiff La Salles, der L' Aimable, ist bis jetzt erfolglos geblieben.